# Terlinguaite
La terlinguaite è un minerale.